# Cynoglossus dollfusi
Cynoglossus dollfusi är en fiskart som först beskrevs av Chabanaud, 1931.  Cynoglossus dollfusi ingår i släktet Cynoglossus och familjen Cynoglossidae. Inga underarter finns listade i Catalogue of Life.